# П-1000 „Вулкан“
П-1000 „Вулкан“ (Индекс на УРАВ на ВМФ (на ракетата) – 3М70) е съветска/руска крилата противокорабна ракета.
Развитие на системата П-500 „Базалт“.

## История на създаването
Ракетата П-1000 „Вулкан“ е разработена като развитие на успешната противокорабна ракета П-500 „Базалт“, на свой ред явяваща се развитие на старата ракета П-35. Цел на конструкторите е създаване на по-далекобойна ракета, при съхраняване на предишните габарити и маса и възможност да се използва без основна модернизация на съществуващите пускови комплекси и инфраструктура за П-500. Постановление на правителството от 15 май 1979 г. полага началото на разработката на новата ПКР П-1000 „Вулкан“.
Първият изпитателен пуск от наземен стенд в рамките на летателно-конструкторските изпитания е проведен на полигона в Ньоноксе през юли 1982 г.
На 22 декември 1983 г. започват изпитания с АПЛ от проекта 675МКВ.
Разработката на системите за управление и ред друга апаратура завършват през 1985 г.
Комплексът е приет на въоръжение на 18 декември 1987 г.

## Конструкция
По основни елементи на конструкцията ракетата П-1000 повтаря предишната П-500 „Базалт“. Тя има пурообразна форма с триъгълно сгъваемо крило и въздухозаборник на двигателя под фюзелажа. Основните разлики между П-1000 и нейният предшественик са свързани с намаляване на масата на конструкцията на ракетата заради увеличаване на запаса гориво.
Корпусът на П-1000 е направен с използването на титанови сплави, което позволява да се намали теглото на конструкцията, без да се намали нейната здравина. Маршевата двигателна установка е идентична с П-500 (краткоресурсен турбореактивен двигател КР-17В). Новият стартов ускорител с повишена мощност, с изменяем вектор на тягата, позволява да се оптимизира траекторията на ракетата на старта и осигурява излитането ѝ с по-голямо стартово тегло. Масата на осколъчно-фугасната бойна част е намалена до 500 килограма. Намалено е бронирането. Всички тези мерки позволяват да се увеличи запаса гориво без да се променят габаритите на ракетата, и да се увеличи нейният обхват до 700 – 1000 км.
Ракетата П-1000 „Вулкан“ използва аналогична на П-500 „Базалт“ комбинирана схема на полета. По-голямата част от траекторията ракетата преодолява на голяма височина, а близо до целта се снижава и останалото разстояние прелита на свръхмалка височина (около 15 – 20 метра), скривайки се от засичане с радари зад хоризонта. Поради големия запас гориво на П-1000, продължителността на нейния нисък участък от полета може да бъде увеличена, което прави ракетата по-малко уязвима към далекобойните ЗРК на неприятеля.
ГСН на ракетата използва алгоритми за идентификация и разпределение на целите, създадени на основа работите над П-700 „Гранит“. Ракетата може да идентифицира отделните кораби, да анализира тяхното положение в ордера и да избира най-ценните сред тях. Селекцията на целите вероятно е или автоматична, или според принципа на телеуправлението (от оператор на кораба по данните от РЛС на ракетата), или комбинирана. Подобно на П-700, ракетите П-1000 си обменят данни по време на атаката и формират обща стратегия за действие, разпределяйки си целите и изпълнявайки едновременен заход от различни направления.
За целите на преодоляване на ПРО и ПВО на ракетата са предвидени противозенитно маневриране на ниска височина и разсъсредоточаване на ракетите в залпа по фронта (с предварителен сбор на ракетите в група) преди включването на РЛС на финалния етап. На ракетата има поставена станция за активни смущения на системата за защита 4Б-89 „Шмел“, разработена започвайки от 1965 г. в лабораторията на отдел № 25 на ЦНИИ „Гранит“ под ръководството на Р. Т. Ткачов и Ю. А. Романов.
Постановление на СМ на СССР от октомври 1987 г. възлага да се проведат работи за повишаване на точността на ракетите от комплекса „Вулкан“ с отработване на високоточен лазерен канал за насочване и създаване на ракетата „Вулкан ЛК“. Апаратурата за лазерния канал (диаметър на лъча – около 10 м, далечина на разпознаване – 12 – 15 км) е поместена в дифузьора на въздухозаборника и разпознава геометричните параметри на кораба-цел, формирайки команди за корекция на траекторията за поражение на най-уязвимите месте. Изпитанията на системата се водят в Севастопол по преминаващи кораби от летяща лаборатория Ил-18. Пускът на серийни ракети, снабдени с ГСН за лазерен канал, са планирани за периода 1987 – 1989 г. Но вероятно в периода 1988 – 1989 г. разработката на „Вулкан ЛК“ е прекратена.

## Тактико-технически характеристики
- Дължина: 11,7 м
- Диаметър: 0,88 м
- Размах на крилата: 2,6 м
- Стартова маса: 7000 – 8000 кг
- Скорост число на Мах (км/ч):
  - на височина: 2,5 (2660 км/ч)
  - при повърхността: 2 (2460)
- Максимална далечина на стрелбата: до 700 км[4][5] със стартови ускорители от П-500, за РКР „Маршал Устинов“, след замяната на ПУ с топлоустойчиви, до 1000 км.
- Система за управление: инерционна + радиолокационна
- Бойна част:
  - фугасно-кумулативна: 500 кг (маса на ВВ)
  - ядрена: 350 кт

## Носители
- Ракетни крайцери от проект 1164.[6]
- В периода 1981 – 1990 г. четири атомни подводници проект 675, К-1, К-22, К-35 и К-134 са модернизирани по проекта 675МКВ и получават по 8 ракети П-1000 „Вулкан“. Модернизацията на още една подводница, К-10, не е завършена.